# クレールフォンテーヌ国立研究所
クレールフォンテーヌ国立サッカー養成所（クレールフォンテーヌこくりつサッカーようせいじょ）は、フランス国立のサッカー施設である。旧称は元フランスサッカー協会会長のフェルナン・サストルにちなんでLe Centre Technique National Fernand Sastreで、現在は男子サッカー部門がINFクレールフォンテーヌ (Institut national du football de Clairefontaine)、女子サッカー部門がCNFEクレールフォンテーヌ (Centre national de formation et d'entraînement de Clairefontaine)という名称である。本頁では主に男子サッカーについて記す。
開設当時は1校だけで、フランス中の優秀な選手が集められていた。現在はフランス本土に加え、海外県のグアドループ、レユニオンにも置かれ、クレールフォンテーヌ本部（以下同地にあるINFをINFと表記する）も含め全15のポール（支局）に分散している。基本的に無償であり、それにより移民を中心とした貧困層のタレント（才能）を発掘したことで育成に成功している。INF出身者に、ニコラ・アネルカ、ルイ・サハ、ウィリアム・ギャラス、ティエリ・アンリ、キリアン・エムバペがいる。

## 施設
INFクレールフォンテーヌ本部（以下、INF）は、周囲を緑の森に囲まれた巨大なトレーニング施設で、敷地面積は56ヘクタールあり、合わせて66000m²も6つの芝生のグラウンドがある。他にも2つの人工芝グラウンド（グラウンドは天然芝と合わせ全8面）、スタジアム、室内トレーニングジム、医務室、レストラン（カフェテリア）、屋外テニスコートなどがある。受け付けは、近代的なオフィス棟の中にある。また、フランスＡ代表の宿舎（通称『シャトー』）と養成所生たちの宿舎など合わせて6つある。敷地内にも木々が生い茂り、至る所に緑がある。

## フランスの育成区分
2018年3月26日時点のフランスの育成区分は、13歳までを「サッカースクール」、13歳から15歳までの前育成年代を「プレフォルマシオン」、16歳から18歳までの育成年代を「フォルマシオン」とカテゴリー分けしている。また、毎年、フランスサッカー連盟（以下仏連盟）は、プロ入りや年代別代表入りした人数、予算、指導者ライセンス、施設のレベルなどを点数で評価し、各サッカー選手の育成所ランキングを発表している。2016年時点では、4年連続で1位リヨン、２位パリ・サンジェルマン、３位トゥールーズ、４位ボルドー、５位モナコとなっている。

## ユース世代の強化

### セレクション
対象者はINFの約200km以内のイル＝ド＝フランス地域圏に居住する13～15歳の前育成年代（プレフォルマシオン）の子どもである（INFも含め全15ポールの対象者はそれぞれのポールの約200km以内に居住する13～15歳のプレフォルマシオン）。1年間に育成する生徒数は、INF（クレールフォンテーヌ）が23人、INFの各ポールはそれぞれ15人程度。INF（クレールフォンテーヌ本部）のセレクションには、約2000人が集まり、合格率は約1％程度。14のINFの各ポールに約1万1100人が集まり、各ポールの合格率は約1.8％程度。
セレクションでは「足元のテクニック」、「フィジカル」、「メンタルや学業面」などをテストする。より重視されるのは「足元のテクニック」である。「フィジカル」はより大きければいいという訳ではなく、将来の成長後の姿を考える参考材料である。例えば、「敏捷性に欠けると評価は低くなる」。「メンタルや学業面」では、筆記テストや面接も課され、さらに学業成績も見られる。あまりにこの面が悪いと才能があっても不合格となる。一見、サッカーには関係なさそうに見えるが、頭の良し悪しは特にキャリア選択に関わる。また、将来サッカーで生計を立てられなかった場合や引退後の場合のセカンドキャリアの心配をなくすため、この面でも選考する。11月に始め、テクニック、フィジカル、メンタルなどを半年かけてテストし、4月の最終選考で23人に絞る。
長く時間をかける理由は、スポーツ面だけでなく、人格的に適しているかを入念に観察するためで、学校から内申書を取り寄せ、成績ではなく素行面について注意深く吟味する。セレクション中の姿でなく、4年後の姿を念頭に見る。ポテンシャルがあり、モチベーション、状況分析・判断能力、集中力といったメンタル面を備え、さらにサッカーの才能がある子どもを選ぶ。半年かけてテストされる。セレクションでのポジションについては、「最低限のバランスは取るが、基本的には自由」というのが基本方針。この年代でポジション固定はしないためである。傾向的には毎年MFが多くなりがちだという。

### トレーニング等
13～15歳の2年制で無償である。INF育成スタッフは、少数精鋭で３名程度。GKは、フランスA代表コーチから指導を受ける。INFの場合、生徒たちは、クレールフォンテーヌから10分ほどの場所にある地元の学校に月曜から金曜まで通い、学校から戻った後、15時半頃から練習を始める。INFの練習で個人スキル（ゲームの中で生かせる個人技術）を高め、週末は自分の所属チームに戻って試合に出場する。この方法だと、指導者は目先の試合の結果にとらわれることなく、長期的な視点で選手を指導することができる。
将来から逆算して「大人になった時、プロになった時に困らない為に」、現在すべき1つ目のこととして「思考力を鍛えること」を何よりまず重視している。「日々進化するサッカーの変化に対応できるように、若い頃からしっかり思考力を鍛えなければすぐに時代に取り残される」という理由からである。具体的には「問題の原因を選手自身に発見させ、解決策を考えさせること」で思考力を鍛えている。INFの指導者は選手がミスした時に怒らず、大らかに接し、子どもが話しやすいように対話を試みるという。「欠点を除くのではなく、長所を伸ばす」という考えで対話を行う。
2つ目としては、「考えること」、「積極的に参加すること」、「継続して努力すること」を育てている。プロ選手になってからも進化し続けるためである。
3つ目は、「選択肢を増やす」トレーニングをすること。プロ選手になったら、選択肢は多い方がいいからである。より多くの部位で自由にボールタッチできるように（例えば両足が使えたら、時間的余裕がないゴール前でもボールに近い方の足でシュートできる）、シチュエーションに応じていろいろなテクニックが選べるようにトレーニングする。また、自分自身の選択肢だけでなく、味方の選択肢を増やす。オフ・ザ・ボールの動きを鍛えることは味方のパスの出しどころを増やすし、ボールを奪うためにポジションに戻ることは自分と味方の攻撃機会そのものを増やす。
キリアン・エムバペのような特別な選手にも、INFでは守備のポジションに就かせ、一定の守備貢献を求めた。その結果、ASモナコでヴァレール・ジェルマン、パリ・サンジェルマンでアンヘル・ディ・マリアというFW及び攻撃的MFの中では守備貢献度が非常に高い選手たちからエムバペがポジションを奪っている。これは守備貢献によって出場機会（成長機会）を「獲得した」好例である。
オフ・ザ・ボールは「状況を“ほどほどに厳しくして”鍛える」のだという。例えば攻撃対守備の練習で攻撃者の人数を少なめにするなど。攻撃的な選手が相対的に強力なチームなら攻撃者の人数をより少なくする。守備的な選手が相対的に強力なチームなら同数で練習する。
日常のトレーニングは、将来プロになった時に困らないようにという理念の下5つの主要要素「テクニック」、「フィジカル」、「戦術」、「メンタル」、「教育」を満遍なく鍛える（身体の使い方はテクニック、集中力はフィジカルに分別）。そして、この5つを満遍なく鍛えるようなメニューを組む。チームのレベルに合ったトレーニングを、テクニック練習、戦術アクション練習、ゲームの3段階に分けて組む。
指導計画は年単位と週単位に区切って立てる。まず1年で達成したい目標を立てて、大まかな年間予定を立てた後は、次に週ごとに何をするべきかテーマを考える。テーマは攻守両面とも、別々にではなくて、同時に行う。ポジションも、GKの選手以外はGKを除いた全てのポジションでプレーする。年間計画は3ヶ月ごとに振り返り、進度に合わせて調整する。
育成の２つの柱「しっかりとした技術を持つこと」と「その技術をチームプレーの中で生かすこと」を念頭に育成する。また、時代とともに移り変わるサッカーのプレースタイルの変化にも対応して、指導方針を変えていく。攻撃では、よりスペースが狭くなる中でのプレー。守備は低い位置での守り方、数的不利な状況での守り方。また、ハイレベルなサッカーでは、相手が繰り出してくる数々の難題に応じた最適解が求められる。そのため、様々な難題を与えて、柔軟に対応できる術を学ばせている。「試合に勝つための指導」はせず、良いサッカーをしていれば将来の勝利につながるという長期的な展望で育成している。
クレールフォンテーヌのトレーニングでは、基本的に以下のようなことを教えている。
- 判断を早く、より良くする
- 効果的に、かつ能率的に動く
- 利き足ではない方の足も使えるようにする
- 精神学
- 医学
- フィジカル
- ボールスキル（ドリブル、パス、ボールコントロール）
- 戦術（ボール奪取、ボールを持っている選手のサポート、守備をしている選手のサポート、ポジショニングとスペースへの動き）

### 卒業後
INFは卒業後のクラブ選びについては介入せず、選手本人と家族の決断に委ねる。各ポールの卒業生は、ほとんどがプロクラブの育成所（フォルマシオン）に進む。最終的に、プロ契約にこぎつける卒業生は毎年5、6人で目安は30％。これは非常に高い数字だという。また、プロ入り出来なかった卒業生も、下部のリーグでサッカーを続けているケースが多い。
その他、才能はあっても、本人の意思による選択で、プロ入りを目指さず、スポーツ医学などの道に進む卒業生もいる。
また、各クラブの育成所にいる指導者は、INFが育てた人材のため、どのクラブの育成所を選んでも基本理念は共通している。

## 歴史
1960年半ばまでは、フランスのプロクラブは自治体にかなり依存した経営を行っており、経営規模は小さく目先の経営利益を出すことに必死な様相だった。従って、育成へ割り当てる資金が無いどころか（育成所はまだない）、そもそも育成が重要視されていなかった。
1970年、選手の発掘と育成に活路を見出したフランスサッカー連盟（以下仏連盟）は、ジョルジュ・ブローニュフランス代表監督(兼仏連盟全国技術監督1970-1982)の下、全国的な選手の育成改革を開始した。2年後の1972年、フランス本土のヴィシーに、『フランスのプロサッカークラブに優秀な選手を供給すること』を目的とした仏連盟の若手選手のエリート教育施設INFが設立された。16歳から18歳までの育成年代（フォルマシオン）を対象としていた。第1期生には、2015年から2017年に横浜F・マリノス監督を務めたエリク・モンバエルツがいる。ヴィシーのINFを見本として、各プロクラブが同じ理念・方針のフォルマシオンの育成所をフランス各地に作り、広がった。この一連の改革の成果は、1984年欧州選手権優勝などの1980年代のフランス代表の活躍として表れた。
1976年、仏連盟会長は、国立のフットボールセンターを設立することを考えていた。6年後、フランスサッカー連盟はクレールフォンテーヌにセンターを建てることを決定。そのフェルナン・サストル仏連盟会長の名を冠するセンターの建設は1985年に始まり、3年後の1988年1月に完成。センター完成後、INFは同施設に移動した。
1989年、仏連盟内に最高技術部門「DTN（ディレクシオン・テクニーク・ナシオナル）が組織され、その初代委員長にジェラール・ウリエが就任。新たな育成強化システムが構築された。
INFは１３～１５歳の前育成年代（プレフォルマシオン）に対象年代を引き下げた。その理由は、「仏連盟の育成方針で育成された選手がプロクラブに供給されることで、各クラブに仏連盟の育成方針が伝わるから。また、各クラブも育成所を併設し充実してきたため、より若い世代のエリート養成所が求められたから」である。フランス各地域にも設立されたINFのプレフォルマシオンが見本となり、プロクラブでプレフォルマシオンの育成所も広がった。
この一連の2つ目の改革の成果は、1998年フランスワールドカップ初優勝、2000年欧州選手権優勝での“スーパーダブル達成”などの1998年～2001年のフランス代表の活躍として表れた。
1998年フランスワールドカップ時には、INFの施設はフランス代表の合宿地となり、フランス代表はワールドカップ初優勝を遂げた。なお、当時のフランス代表にはINF出身のティエリ・アンリがいた。
フランス代表のＷ杯初優勝で、INFも一躍脚光を浴び、各国に模倣されるようになった（例：日本の場合は、現在４つあるJFAアカデミー）。そのため、育成システムのさらなる改善に取り組んでいる。
IMF開設当時は1校だけで、少数精鋭主義だったが、現在はフランス本土に加え、海外県のグアドループ、レユニオンにも置かれ、INF（クレールフォンテーヌ）も含め全15のポール（支局）に分散している。各ポールの対象者はそれぞれのポールの約200km以内に居住する13～15歳の前育成年代（プレフォルマシオン）の子どもである（越境はできない）。
かつては13～16歳の3年制だったが、現在は13～15歳の2年制。その理由は、クラブが可能な限り早く逸材を手元に置きたいと希望するから。しかし3年制だった時代も、基本的な育成は最初の2年で終え、3年目以降はユースチームのリーグ戦に参戦して実戦経験を積むことが主な活動だったため、短縮したことによる育成への影響はないという。
2012年以降はINFよりも、フランスに30以上あるプロクラブの仏連盟公認の育成所（フォルマシオン）が育成の中心となっている（課題の項で後述）。ただし、基本方針は仏連盟のDTNが策定している上に、各クラブの育成所にいる指導者は、INFが育てた人材の為、どのクラブの育成所を選んでも基本理念は共通している。このように仏連盟管轄のINFと各クラブが一体となって推進される育成システムが確立している。

## 課題
10代の早い段階で才能を示した選手たちが、高額の移籍金で国外のクラブに移籍し、慣れない環境の中で、一流選手とのポジション争いに敗れ、出場機会に恵まれず、そのまま消えていくケースが増加している。10代後半から20代前半の「フォルマシオンから仕上げの育成」の時期は、本来ならピッチでプロの経験を積むべき時期で、90分間の試合のペース配分や、対戦相手に応じたプレー選択、シーズンを通じたコンディショニングなど、様々なことを覚える大事な時期である。
さらに、2011年以前は、13歳（サッカースクール）までは国の規定で保護者の下で生活する必要があるため、ほとんどの選手はアマチュアを含む地元のクラブで練習を積み、13歳から15歳までINF（プレフォルマシオン）で鍛えられ、卒業後にプロクラブの育成所（フォルマシオン）入りが理想的なコースという認識だった。先述の通り、優秀な選手を育てれば、10代の早い段階でも高額の移籍金が発生し、財源になるということで、フランスの各プロクラブは一層若手の育成に力を入れるようになった。有望な選手は、13～15歳（プレフォルマシオン）でプロクラブがスカウトするようになり、さらに早い選手になると13歳まで（サッカースクール）の段階でも、プロクラブと契約するようになった。フルタイムのプロのスカウトやパートタイムのスカウト（他に職業を持ち、仕事の合間にスカウト業をこなす。良い選手を発掘したら報酬をもらう歩合制）によって、フランス中にスカウト網が張り巡らされ、有望な選手の情報はプロクラブ間でやり取りされるようになった。2016年時点で4年連続で育成所ランキング1位のリヨンは、町のクラブと積極的にパートナー契約を締結し、有望な選手をスムーズに獲得できるようにしている。結果的に、INFのセレクションを受験するのは、プロクラブからスカウトされなかった選手たちになり、以前よりレベルが下がったという。

## 著名な出身者
- エリク・モンバエルツ
- ティエリ・アンリ
- ウィリアム・ギャラス
- ニコラ・アネルカ
- ルイ・サハ
- ジェローム・ロタン
- フィリップ・クリスタンヴァル

- ジェレミー・アリアディエール
- メディ・ベナティア
- ハテム・ベン・アルファ
- アブー・ディアビ
- ブレーズ・マテュイディ
- アルフォンス・アレオラ
- キリアン・エムバペ